# Јозеф Бех
Јозеф Бех (фр. Joseph Bech; Дикирх, 17. фебруар 1887 — Луксембург, 8. март 1975) је био луксембуршки политичар. Био је петнаести премијер Луксембурга и на овом положају је провео 11 година од 16. јула 1926. до 5. новембра 1937. године. Поново је заузео исти положај након Другог светског рата и тада је постао седамнаети премијер проводећи на овом положају 4 године, од 29. децембра 1953. до 29. марта 1958. године.
Студирао је права у Фрајбургу и Паризу. Адвокат је постао 1914. године. Исте године изабран је у Chamber of Deputies као члан новоформиране Десне партије и као представник кантона Грејенмахер.
Дана 15. априла 1921. постаје члан Емил Ројтеровог кабинета и у њему заузима положаје генералног директора за унутрашње послове и генералног директора за образовање. Године 1925. губи све ове положаје пошто Десна партија није ушла у новоформирану владу Пјера Прима коју је подржала коалиција свиг других партија.
Када је Примова коалиција пропала 1926. Бех је постао премијер и на овом положају остао до 1937. године.
Сматра се за једног од оснивача Европске заједнице.